# Bonnetia euryanthera
Bonnetia euryanthera är en tvåhjärtbladig växtart som beskrevs av J.A. Steyerm.. Bonnetia euryanthera ingår i släktet Bonnetia och familjen Bonnetiaceae. Inga underarter finns listade i Catalogue of Life.